# Charles Hanbury Williams

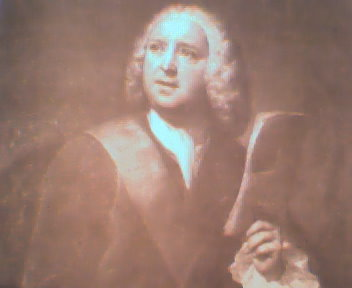
Charles Hanbury Williams.

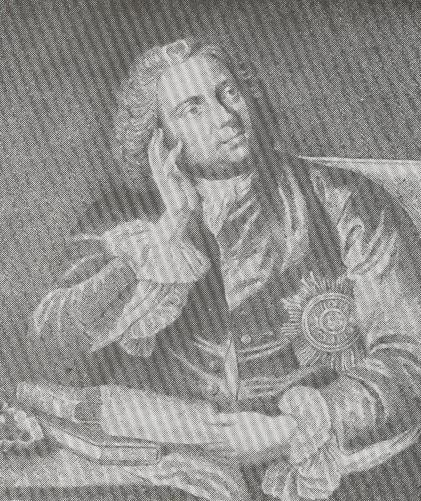
Charles Hanbury Williams.

Charles Hanbury Williams (8 de diciembre de 1708-2 de noviembre de 1759) fue un diplomático y satírico, hijo de John Hanbury, un herrero galés.
Entró al Parlamento Británico en 1734 representando a Monmouthshire, apoyando a Robert Walpole. Sir Charles tomó el asiento de Leominster en 1754, el cual ocupó hasta la muerte.
En 1739, apoyó el establecimiento del Founding Hospital y sirvió como uno de sus administradores-fundadores.
De 1747 a 1750, fue el embajador británico de Dresde. En 1748 viajó a Polonia y conoció el Sejm Polaco, en donde conoció a los miembros de la influyente familia de los Czartoyski (August Alexander Czartoyski). Cuando el futuro rey de Polonia, Estanislao II Poniatowski tuvo que recibir tratamiento médico en Berlín, conoció a Sir Charles, que estaba ahí como embajador (1750-1751). Hanbury se hizo parte de la historia rusa y polaca al presentar a Estanislao a la Gran Duquesa Yekaterina Alexeyevna, (futura Catalina II de Rusia, emperatriz de Rusia). Desde ese entonces comenzó el famoso romance entre Catalina y el aristócrata polaco.
- Datos: Q332981
- Multimedia: Charles Hanbury Williams / Q332981